# Chen Kingkwan
Chen Kingkwan, född 3 januari 1913, död 1 maj 2000, var en friidrottare från Kina. Han deltog vid olympiska sommarspelen 1936.